# Retour à Sion
Le retour à Sion (hébreu : שיבת ציון Shivat Tsiyon), décrit dans les livres d’Ezra et Néhémie, est le processus au cours duquel des Juifs retournent de Babylone où leurs ascendants avaient été exilés, vers la terre d’Israël en vertu de l’édit de Cyrus. 
Annoncé par de nombreuses prophéties, il aboutit à la construction d’un Second Temple de Jérusalem, faisant donc, dans l’histoire des Juifs et du judaïsme, le pont entre la période biblique et celle du second Temple. Loin de se produire dans la magnificience annoncée par les prophètes, il est souvent décrit dans la littérature rabbinique antique comme un pâle reflet de la sortie d’Égypte voire la chronique d’un échec annoncé. Il n’en reste pas moins le symbole d’une résurrection nationale là où de nombreux peuples se sont assimilés dans la civilisation des vainqueurs. C’est, selon les historiens modernes, le moment fondateur du judaïsme et, pour beaucoup, celui où ses légendes sont élaborées et couchées par écrit, donnant naissance au gros de la Bible hébraïque.
Les termes bibliques employés par la Bible pour décrire le mouvement, dont la « montée » en terre d’Israël (aliya), intégreront celui du sionisme qui milite pour le renouvellement de la chose.

## Bible et histoire
Selon la Bible, les habitants de Judée ont été menés sur leur terre par l’entité qui a créé le monde et les a faits sortir d’Égypte pour qu’ils construisent un lieu où l’entité pourra séjourner. Leurs aléas ont toujours été interprétés par le biais de ce prisme, leur maintien sur le sol comme une marque de leur fidélité à l’entité, et l’exil des voisins israélites comme une preuve du contraire. 
Une première vague se produit après la victoire de Nabuchodonosor sur Joaquin, et c’est au sein d’elle que le prophète Ézéchiel annonce à Tell Abiyb que Jérusalem, qui a été laisse aux soins de Sédécias, tombera à son tour. Désigné comme roi par Nabuchodonosor, il croit en effet trouver une occasion de se rebeller contre l’empire néo-babylonien dans ses récents revers face à l’Égypte. Défait, il est mutilé et déporté dans l’opprobre ; la haute et moyenne classe de Judée est contrainte de le suivre (2 Rois 24:14), laissant une terre politiquement décapitée dont les habitants ne tardent pas à prendre des femmes étrangères. 
La victoire de Cyrus sur l’empire néo-babylonien, est suivie par une déclaration autorisant, selon la Bible, les Judéens à rétablir leur temple. Décrit comme la réalisation des promesses divines, il résulte, selon les historiens modernes, d’une doctrine différente de gestion des peuples vaincus qui ne poursuit plus leur assimilation et les autorise au contraire à affirmer leur identité tant qu’ils demeurent fidèles à l’empire achéménide.
Les déportés sont menés par Sheshbazzar, dénommé prince de Juda, et Zorobabel fils de Shealtiel, un descendant du roi David qui suscite de nombreux espoirs parmi ceux qui attendent le messie.